# Рассуха (Высокское сельское поселение)
Рассуха — село в Унечском районе Брянской области в составе Высокского сельского поселения.

## География
Находится в центральной части Брянской области на расстоянии приблизительно 19 км на восток-юго-восток по прямой от вокзала железнодорожной станции Унеча.

## История

### Древнерусский город Росуха или Росусь
Рассуха ведёт свою историю от древнерусского города Росуха или Росусь, упомянутого в Ипатьевской летописи под 1160 годом в связи с походами киевского князя Изяслава Давыдовича: «Но Изяславу же придоша Половци мнози и иде с ними к Воробеинѣ и к Росусѣ и тудъ повоевавъ иде к сновцю своему ко Вщижю». Городище — остатки древнерусской Росухи (Росуси), расположено в 0,1 км юго-западнее современного села, на мысу правого берега реки Рассуха, притока Вабли. Вариант имени Росусь, встречающийся в литературе, возможно проистекает из неправильного прочтения древнерусского дательного падежа с переменной согласной.
По данным П. В. Голубовского: «тут сохранилось и древнее городище, остаток древнего города Росухи». Площадка поселения, треугольная в плане (0,4 га), с двух сторон защищена крутыми склонами. С напольной (южной) стороны сохранился вал (высота 2,5 м. и ров (глубина 4 м.). Северная оконечность мыса также перегорожена 3 валами (высота 1 — 2 м.) и 2 рвами. Культурный слой (1,5 м.) подразделяется на 2 горизонта. Нижний горизонт насыщен многочисленными обломками лепной (юхновской) керамики. Верхний (0,4 м.) содержит отложения древнерусского (XII—XIII вв.) времени. К северу от городища расположено обширное (1,5 га) неукрепленное селище. На поверхности собраны обломки гончарной (XII—XIII вв.) посуды, шлаки, железная крица.

### Новое время
Населённый пункт также упоминалось в начале XVI века при определении границ между Великим княжеством Литовским и Русским государством. Действовали здесь Прокопьевская церковь (XVII век) и церковь Всех Святых (деревянная, сохранилась). Во второй половине XVII века — владение стародубского магистрата, с XVII века — владение Силенко и других, в XIX веке — генерала М. В. Гудовича. В XVII—XVIII вв. входило в 1-ю полковую сотню Стародубского полка. В 1859 году здесь (село Мглинского уезда Черниговской губернии) учтено было 27 дворов, в 1892—40.

## Население
Численность населения: 199 человек (1859 год), 308 (1892), 299 человек (русские 98 %) в 2002 году, 287 в 2010.